# Jean-Louis Trintignant
Jean-Louis Xavier Trintignant (Piolenc, Vaucluse, 11 de diciembre de 1930-Collias, 17 de junio de 2022), conocido como Jean-Louis Trintignant, fue un actor francés, director de cine y piloto de automovilismo.

## Biografía
A la edad de veinte años se mudó a París para estudiar drama e hizo su debut teatral en 1951. Tras hacer varias giras a inicios de la década de 1950 en varias producciones teatrales, apareció por primera vez en una película en 1955 y al año siguiente alcanzó la fama con su actuación junto a Brigitte Bardot en la película Y Dios creó a la mujer de Roger Vadim. Durante varios años dejó de actuar por el servicio militar obligatorio. Tras servir en Argel, regresó a París.

### Familia
Nació en una familia pudiente, fue el sobrino del piloto de carreras Louis Trintignant, quien falleció en 1933 mientras practicaba en la pista de Péronne en Picardía. Su otro tío, Maurice Trintignant, fue piloto de Fórmula 1 y ganó dos veces el Gran Premio de Mónaco, así como las 24 Horas de Le Mans. Por estos antecedentes, el director Claude Lelouch lo eligió como protagonista de su película Un hombre y una mujer (1966), en la que interpretaba a un piloto de carreras; la película fue un éxito global que lo convirtió en una estrella internacional. A partir de entonces se consagró con películas como Col cuore in gola de Tinto Brass, Los raíles de la muerte, El conformista de Bernardo Bertolucci y Z de Costa-Gavras. En Italia, con su voz siempre doblada al italiano, trabajó junto a Vittorio Gassman en La escapada de Dino Risi, y también junto a los directores Ettore Scola y Valerio Zurlini.

## Trayectoria actoral

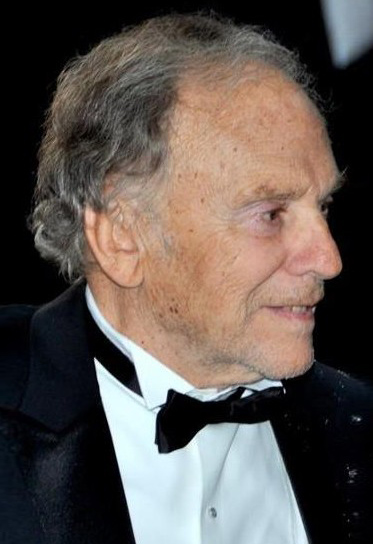
Trintignant en Cannes en 2012

Durante la década de 1970 intervino en varias películas y en 1983 hizo su primera película en inglés, Under Fire, aunque en realidad ya había participado en una película rodada en inglés, El gran silencio (1968), pero lo hizo a condición de no tener que aprender ni una línea de diálogo, por lo que su personaje en dicha película era mudo. Tras Under Fire, actuó en la última película de François Truffaut, Vivamente el domingo. En 1986 participó en una secuela de Un hombre y una mujer titulada Un hombre y una mujer: 20 años más tarde (Un Homme et une Femme, 20 ans déjà). A finales de la década de 1980 y principios de la década de 1990, trabajó escasamente por sus problemas de salud como consecuencia de un accidente automovilístico y un creciente desinterés por las películas. Una excepción fue su rol en la película Tres colores: Rojo (1994) de Krzysztof Kieślowski, por la cual fue nominado al Premio César al mejor actor. Al año siguiente prestó su voz para la película La ciudad de los niños perdidos y desde entonces solo apareció ocasionalmente en películas, prefiriendo trabajar en el teatro. En 2012 protagonizó, junto a Emmanuelle Riva, Amour, de Michael Haneke (ganadora de la Palma de Oro en Cannes). En 2017 participó en Happy End, también de Michael Haneke, donde volvió a trabajar con Isabelle Huppert después de Amour. En 2019, cincuenta años después de la película original, Claude Lelouch filmó una tercera parte de Un hombre y una mujer, de nuevo con los mismos actores, titulada Los años más bellos de una vida.
En dos oportunidades se dedicó a la dirección de largometrajes.
Su hija Marie Trintignant, también actriz, murió en 2003 de forma violenta.

## Premios y distinciones
Festival Internacional de Cine de Berlín
| Año  | Categoría                   | Película             | Resultado |
| ---- | --------------------------- | -------------------- | --------- |
| 1968 | Oso de Plata al mejor actor | El hombre que miente | Ganador   |

| Año  | Categoría                                      | Premio                                   | Película |
| ---- | ---------------------------------------------- | ---------------------------------------- | -------- |
| 1969 | Premio a la interpretación masculina           | Festival Internacional de Cine de Cannes | z        |
| 1972 | Premio David de Donatello especial             | Festival de Taormina                     |          |
| 2012 | Palma de Oro                                   | Festival Internacional de Cine de Cannes | Amor     |
|      | Premio del Cine Europeo al mejor actor europeo | Premios del Cine Europeo                 | Amor     |
| 2013 | César al mejor actor                           | Premios Césars                           | Amor     |
|      | Mejor actor                                    | Premios Lumières                         | Amor     |
|      | Mejor actor                                    | Estrellas de Oro del cine francés        | Amor     |